# Гуркинский сельсовет
Гуркинский сельсовет — упразднённая административная единица на территории Городокского района Витебской области Белоруссии. Сельсовет упразднён в октябре 2013 года, а его населённые пункты были присоединены к Бычихинскому сельсовету в январе 2014 года.

## Состав
Гуркинский сельсовет включал 22 населённых пункта:
- Авдейково — деревня.
- Грибачи — деревня.
- Гурки — деревня.
- Жуково — деревня.
- Зарница — посёлок.
- Каверзино — деревня.
- Кайки — деревня.
- Ковалёво — деревня.
- Кошкино — деревня.
- Лахи — деревня.
- Лесогорская — агрогородок.
- Мартыненки — деревня.
- Местечко — деревня.
- Немцево — деревня.
- Панкры — деревня.
- Ситино — деревня.
- Студенка — деревня.
- Сурмино — деревня.
- Терехи — деревня.
- Ткачи — деревня.
- Хвошно — деревня.
- Шаврово — деревня.

Упразднённые населённые пункты на территории сельсовета:
- Артюхи — деревня.
- Болбеки — деревня.
- Киселёвки — деревня.
- Лопашки — деревня.
- Сухоруково — деревня.
- Табачники — деревня.